# Juan Carlos Pérez López (futbolista madrileny)
Juan Carlos Pérez López (Madrid, 30 de març de 1990) conegut simplement com a Juan Carlos, és un futbolista madrileny que juga com a migcampista. Format a l'EFMO Boadilla i al Reial Madrid CF.

## Trajectòria
Juan Carlos va començar la seva carrera a l'Escola de Futbol Madrid-Oeste de Boadilla amb sis anys. El 2007 el Real Madrid el va incorporar al seu planter. Després de dos anys jugant a les categories juvenils, va pujar al Reial Madrid Castella el 2009, debutant contra l'Atlètic de Madrid B el 30 d'agost. El seu primer gol el va marcar el 8 de novembre a la victòria per 4-2 sobre la Gimnástica de Torrelavega.
El 28 de setembre de 2010 va ser convocat amb el primer equip per al partit de Lliga de Campions contra l'AJ Auxerre. Malgrat això, no va ser fins al 3 d'octubre quan va aconseguir debutar, a un partit de lliga contra el Deportivo de La Coruña, que guanyaren per 6-1. Només va arribar a jugar aquest partit amb el primer equip, sent traspassat per 2,5 milions d'euros a l'Sporting de Braga al juliol següent, club que el cedí al Reial Saragossa. El club madrileny es reservà una opció de recompra durant dos anys per 3,5 milions d'euros.
Juan Carlos fou posteriorment cedit al Betis, Granada CF i Màlaga CF, tots de primera divisió.
El desembre de 2017 va ser baixa per una lesió de llarga durada, cosa que va fer que el Màlaga CF fitxés Ignasi Miquel per ocupar la fitxa que havia deixat lliure.